# Kopystańka
Kopystańka – góra Pogórza Przemyskiego o wysokości 541 m n.p.m., najwyższy szczyt Masywu Kopystańki, doskonały punkt widokowy.
Leży w pobliżu wsi Kopysno. Przez szczyt przechodzi  Czerwony Szlak Przemysko-Sanocki oraz kończy się  Żółty Szlak Rybotycki z Suchego Obycza.
Wokoło szczytu ustanowiono Rezerwat przyrody Kopystanka.